# Isis-WICCE
Isis Women’s International Cross-Cultural Exchange (Isis-WICCE) ist eine internationale feministische Organisation, die in Konflikt- und Post-Konfliktregionen arbeitet. Sie hat ihren Sitz in Kampala, Uganda.

## Geschichte
Der Verein wurde 1984 von Marilee Karl und Jane Cottingham gegründet. Ihre Vorgängerorganisation war der Women's International Information and Communication Service. Dieser diente als Dokumentationszentrum für die Rechte der Frau und war 1974 in Genf gegründet worden. Seit 1993 hat sie ihren Sitz in Uganda. Benannt ist die Organisation nach der ägyptischen Göttin Isis.